# Thomas Houseworth
Thomas Houseworth (* 21. Juni 1828 in New York; † 13. April 1915 in San Francisco) war ein US-amerikanischer Fotoverleger und Fotograf. Vor allem mit dem Vertrieb von stereoskopischen Fotos aus Kalifornien hatte er in den 1860er- und 1870er-Jahren großen Einfluss auf die Wahrnehmung der nordamerikanischen Pazifikregion.

## Leben
Unmittelbar nach Einsetzen des Kalifornischen Goldrauschs schloss sich Houseworth im Herbst 1848 einer Gruppe von sechzig Männern an, die zum Goldgraben an die Westküste gehen wollten, darunter sein späterer Partner George S. Lawrence. Die Männer kauften ein Segelschiff, verließen am 1. April 1849 den Hafen von New York und kamen nach fast zweihundert Tagen Seereise am 4. Oktober in San Francisco an. Von dort aus segelten sie weiter nach Stockton, wo die Gruppe sich auflöste. Houseworth und Lawrence blieben zusammen und schürften bis zum Sommer 1850 im Calaveras County mit einigem Erfolg nach Gold. Sie setzten diese Tätigkeit dann ein Jahr lang im Trinity County fort. Mitte 1851 beschlossen sie, das Goldgraben aufzugeben.
Es ist nicht sicher, wo Houseworth sich in den folgenden Jahren aufhielt. Möglicherweise arbeitete er als Angestellter von Lawrence, der erst ein Schmuck- und ab 1852 ein Optikergeschäft in San Francisco führte, letzteres angeblich das erste seiner Art an der amerikanischen Pazifikküste. Im Mai 1855 gingen die beiden eine Partnerschaft ein. In den folgenden Jahren entwickelte sich der Vertrieb von stereoskopischen Aufnahmen (die Technik war seit 1853 in San Francisco bekannt) sowie von Visitenkarten zu einem wichtigen Nebengeschäftszweig der Firma Lawrence & Houseworth. 1860 warb das Unternehmen damit, die alleinigen Vertriebsrechte für Bilder der London Stereographic Company in Kalifornien zu haben. Das Angebot umfasste bald Fotoserien zu England oder dem Nahen Osten, zu Paris oder Salt Lake City, ebenso wie Naturaufnahmen aus Nordamerika im Allgemeinen und aus Kalifornien im Besonderen. Auch Fotos vom Bürgerkriegsgeschehen gehörten zum Angebot.

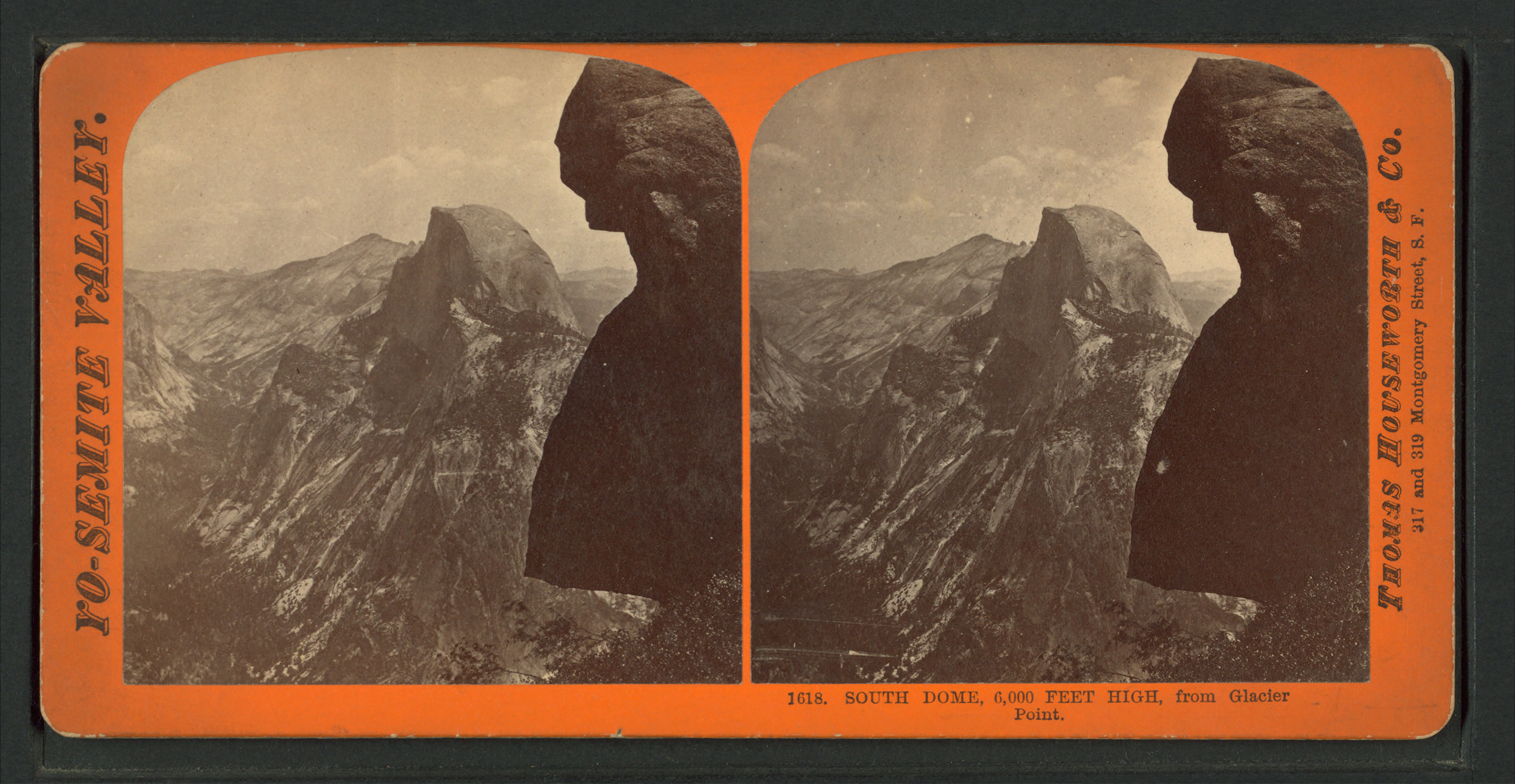
Stereoskopie-Aufnahme des Half Dome, gesehen von Glacier Point, Yosemite-Tal (1864)

1863 eröffneten Lawrence & Houseworth eine Filiale in New York. Nachdem sie bisher nur Vertrieb geleistet hatten, gründeten sie nun einen Fotoverlag, stiegen also in eine Branche ein, in der bis dahin Carleton Watkins ein Monopol in San Francisco besessen hatte. Lawrence & Houseworth annoncierten ihre Bereitschaft, „gute Stereoskopie-Negative von jedem interessanten Ort an der Pazifikküste“ aufzukaufen. Der wichtigste Fotograf, der sie in den folgenden Jahren belieferte, war Charles Leander Weed, dessen Aufnahmen wesentlich zum geschäftlichen Erfolg der Firma beitrugen. 1864 finanzierten Lawrence & Houseworth eine Reise Weeds ins Yosemite-Tal und nach Nevada, die eine Ausbeute von 900 Stereoskopie-Fotos erbrachte. Sie wurden unter dem Titel California and Nevada Views vertrieben. Im selben Jahr konnte die Firma bereits mit der Aussage werben, den größten Bestand von Fotos an der Westküste zu haben.

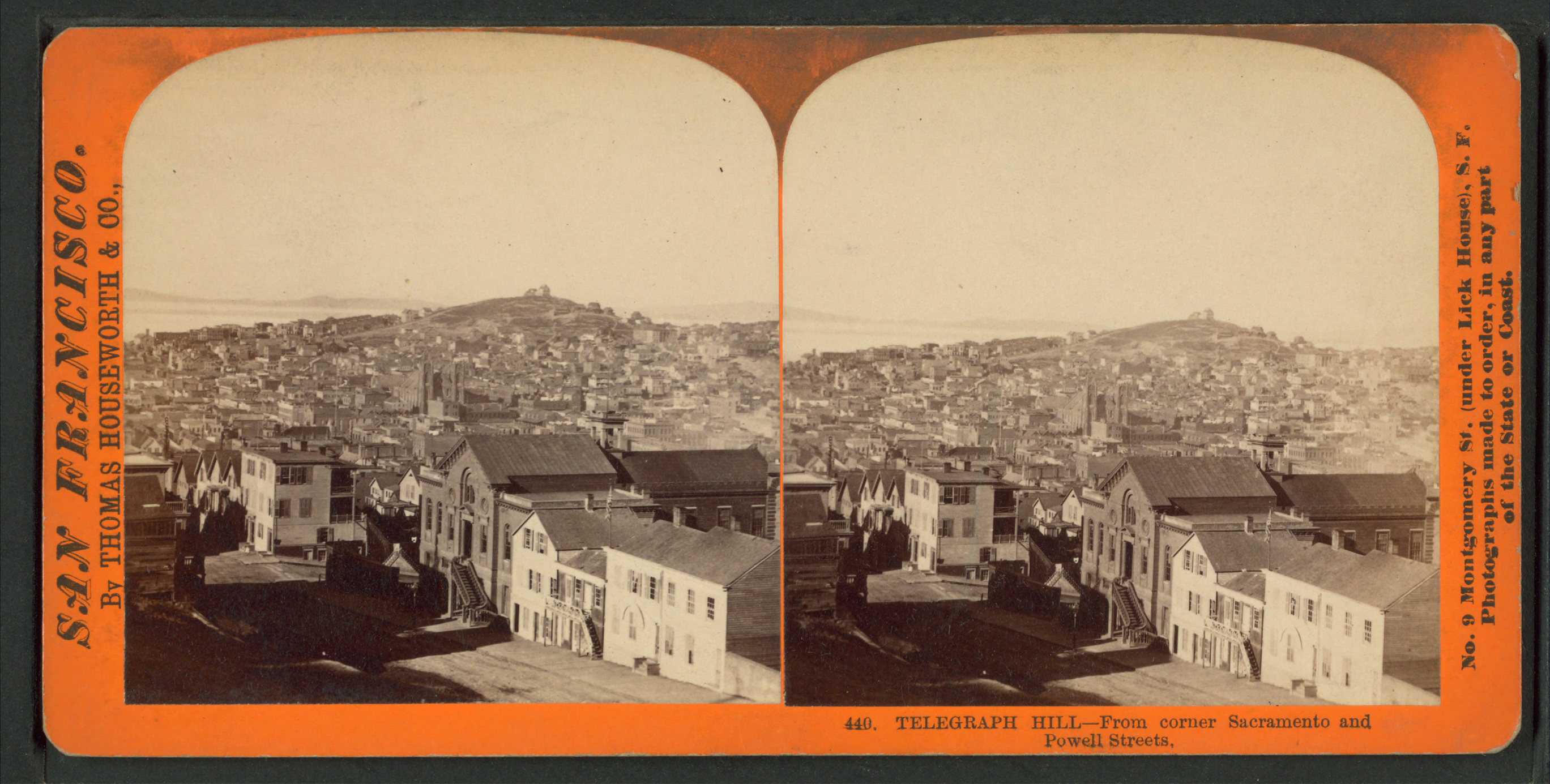
Der Telegraph Hill in San Francisco (um 1870)

Die Aufnahmen von Lawrence & Houseworth waren die Attraktion einer Ausstellung des Mechanics' Institut in San Francisco im Jahr 1865 und wurden dort auch ausgezeichnet. Im selben Jahr veröffentlichte die Firma einen Katalog mit dem Titel Gems of California Scenery, der auf Anfrage kostenlos in alle Welt versandt wurde. Zu den Verkaufsschlagern des Unternehmens gehörten Fotos vom Yosemite-Tal, von Riesenmammutbäumen, San Francisco, Geysiren, der Szenerie entlang der Central Pacific Railroad und vom hydraulischen Bergbau, der schon früh das Schürfen der Goldgräber abgelöst hatte. Im Laufe der 1860er-Jahre entwickelte sich eine Rivalität zwischen Watkins' Unternehmen und Lawrence & Houseworth. Beide Firmen nahmen an der Weltausstellung in Paris 1867 teil und erhielten jeweils die höchste Auszeichnung, die für Fotos vergeben wurde.

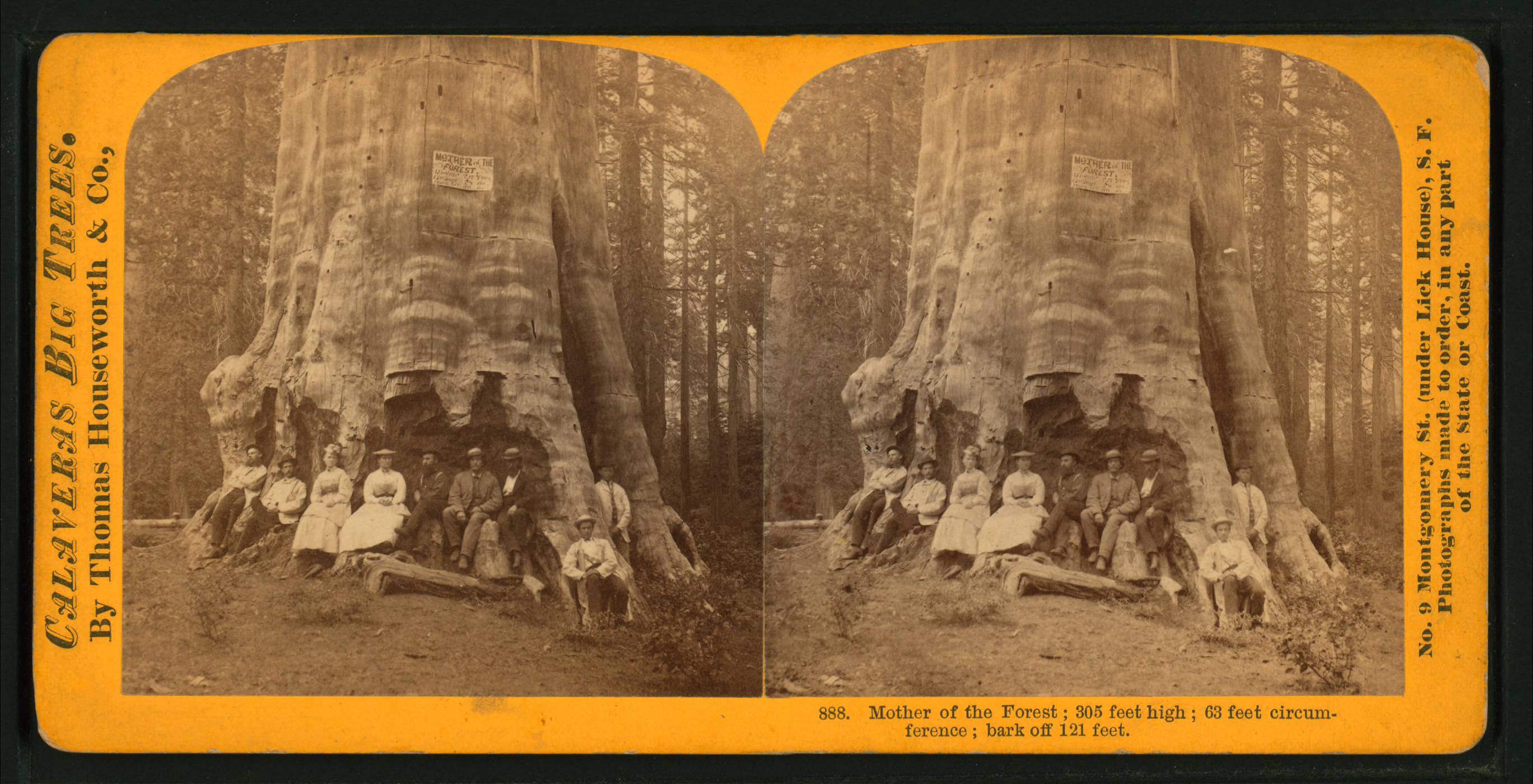
Touristen im heutigen Calaveras Big Trees State Park (um 1870)

1868 zog sich Lawrence aus dem Geschäft zurück und sein bisheriger Partner benannte die Firma in Thomas Houseworth & Company um. Houseworth verschärfte nun den Konkurrenzkampf auf dem Stereoskopie-Markt gegen Watkins sowie gegen Bradley & Rulofsen, einen weiteren Branchenvertreter in San Francisco. Insbesondere in der Vermarktung zeigte er sich den Rivalen für längere Zeit überlegen. Zudem ließ er sich von versierten Fotografen beliefern, darunter George Fiske, Eadweard Muybridge, Charles A. Garthorne, John Randolph Leavenworth und Joseph Thwaites. Der von Houseworths Bruder William geleitete Verlag des Unternehmens publizierte weiterhin Kataloge sowie 1871 und 1872 zwei Bildbände, die ebenfalls dazu dienten, das eigene Angebot zu bewerben. Nachdem bereits zuvor mehrfach größere Räumlichkeiten notwendig geworden waren, zogen Thomas Houseworth & Company 1872 an die Montgomery Street um, wo die Nachbarschaft zum Hotel Lick House dem Unternehmen Touristen als Kunden zuführte. Außerdem arbeitete Houseworth mit Kutschen-Gesellschaften zusammen, die Besucher ins Yosemite-Tal oder zu den Riesenmammutbäumen im Calaveras County brachten.
Zu dieser Zeit begann der Stern von Thomas Houseworth & Company allerdings zu sinken. Houseworth beauftragte 1872 Muybridge, Aufnahmen im Yosemite-Tal zu machen, musste dann aber erleben, dass diese von Bradley & Rulofsen vertrieben wurden. Daraufhin platzierte Houseworth den schlechten Abzug eines Muybridge-Fotos in seinem Schaufenster, um auf die angeblich mindere Qualität der Produkte der Konkurrenz aufmerksam zu machen. Es war allerdings sein Ruf, der litt, als Muybridge sich in dem Disput auf die Seite von Bradley & Rulofsen stellte und Houseworth in einem Zeitungsbeitrag mit einem Esel verglich. Wachsende Konkurrenz und sinkende Preise zwangen Houseworth 1874, seine Produktion drastisch zu reduzieren.

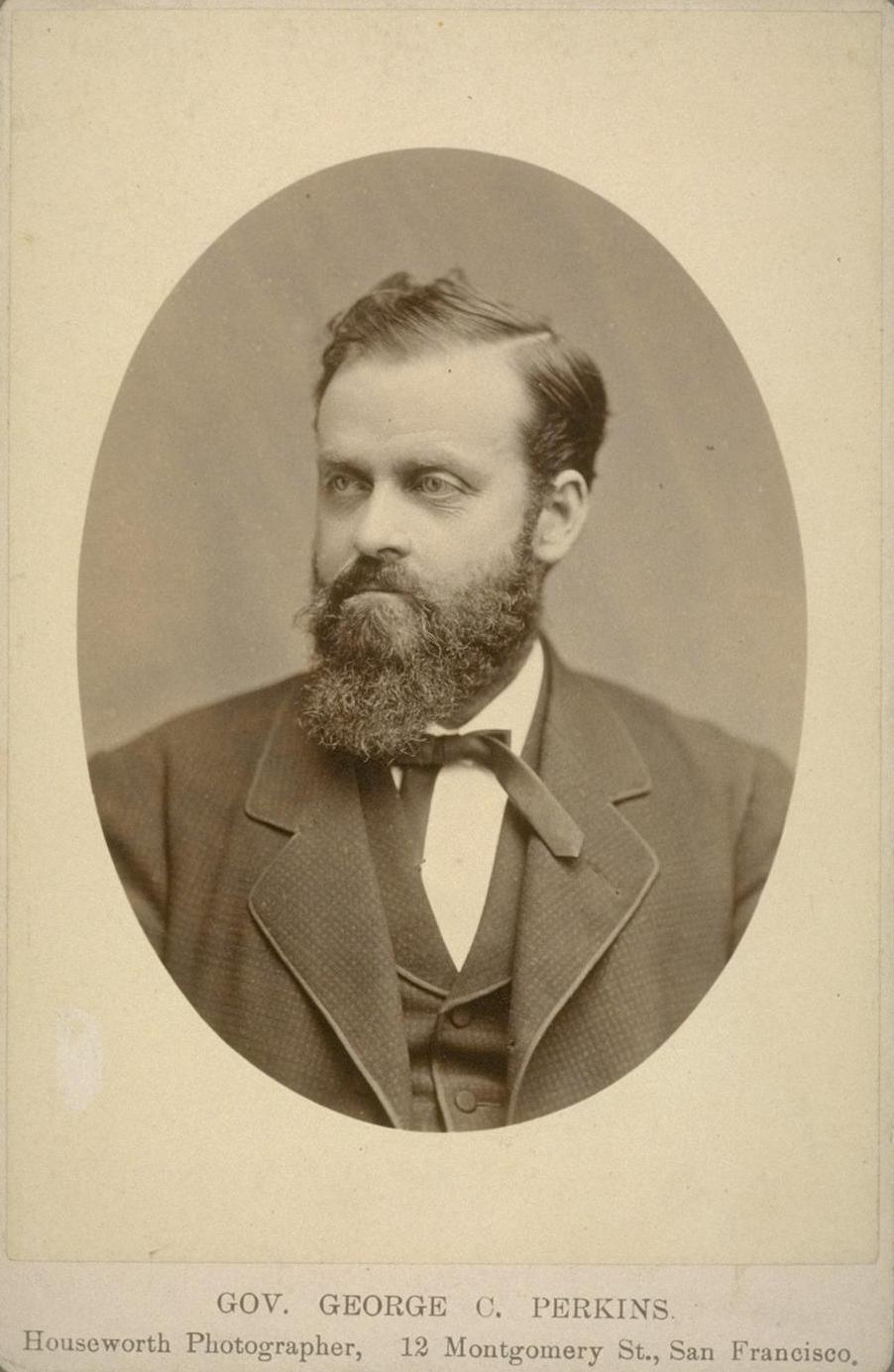
Porträtaufnahme Houseworths von Gouverneur George Clement Perkins (1880/1883)

Um seine geschäftliche Basis abzusichern, folgte Houseworth 1874 dem Vorbild von Bradley & Rulofsen und eröffnete ein Fotostudio für Porträtaufnahmen, das er offenbar von Beginn an selbst leitete. Es entwickelte sich zum Erfolg und es entstanden zahlreiche Aufnahmen lokaler Persönlichkeiten, von Sängern und Schauspielern über Bildende Künstler bis hin zu Politikern. Die Fotoserie Houseworth's Celebrities umfasste schließlich mehr als 3000 Bilder. Im Jahr 1875 wurde Houseworth zum Präsidenten der Photographic Art Society of the Pacific gewählt. Im folgenden Jahr gewann er den Zuschlag für die Teilnahme an der Centennial Exhibition in Philadelphia. Es sollte sich als sein letzter Geschäftserfolg herausstellen.
Durch einen Rechtsstreit wurde 1876 publik, dass Houseworth 32 Gläubigern insgesamt über 15.000 Dollar schuldete. Im folgenden Jahr musste er sein Geschäft an der Montgomery Street räumen; das Fotostudio auf derselben Straße behielt er noch einige Jahre. Er arbeitete nun ausschließlich als Fotograf, aber mit stets sinkendem Erfolg. Nachdem er zuvor mehrfach jährlich den Standort seines Studios hatte wechseln müssen, gab er das Fotografieren im Jahr 1894 schließlich auf.
Houseworth arbeitete mehrere Jahre als Buchhalter, bevor er 1904 mit 75 Jahren wieder eine Tätigkeit als Optiker aufnahm. Seine Wahl zum Präsidenten der Optikervereinigung von San Francisco im Jahr 1908 bezeugt, dass er bald wieder eine gewisse Reputation genoss. Ein Journalist, der ihn fünf Jahre später interviewte, beschrieb ihn als „jüngsten alten Mann in San Francisco“.
Mit seiner Frau Emma, die er während einer Reise nach New York geheiratet hatte, feierte Thomas Houseworth im Oktober 1910 Goldene Hochzeit. Er starb im April 1915 im Alter von 86 Jahren.
Bereits 1867 hatte die Library of Congress mehr als 900 Aufnahmen von Lawrence & Houseworth erworben; sie gehörten zu den ersten fotografischen Werken im Bestand der Bibliothek. Eine größere Zahl von Fotos, die Houseworth vertrieb, finden sich heute außerdem in der „Robert N. Dennis Collection of Stereoscopic Views“ der New York Public Library, in der California State Library, im George Eastman House, im Yosemite Museum, im Oakland Museum of California und im Museum of New Mexico.

## Galerie
Eine Auswahl weiterer typischer Motive aus den Stereoskopie-Serien von Lawrence & Houseworth beziehungsweise Houseworth & Company:

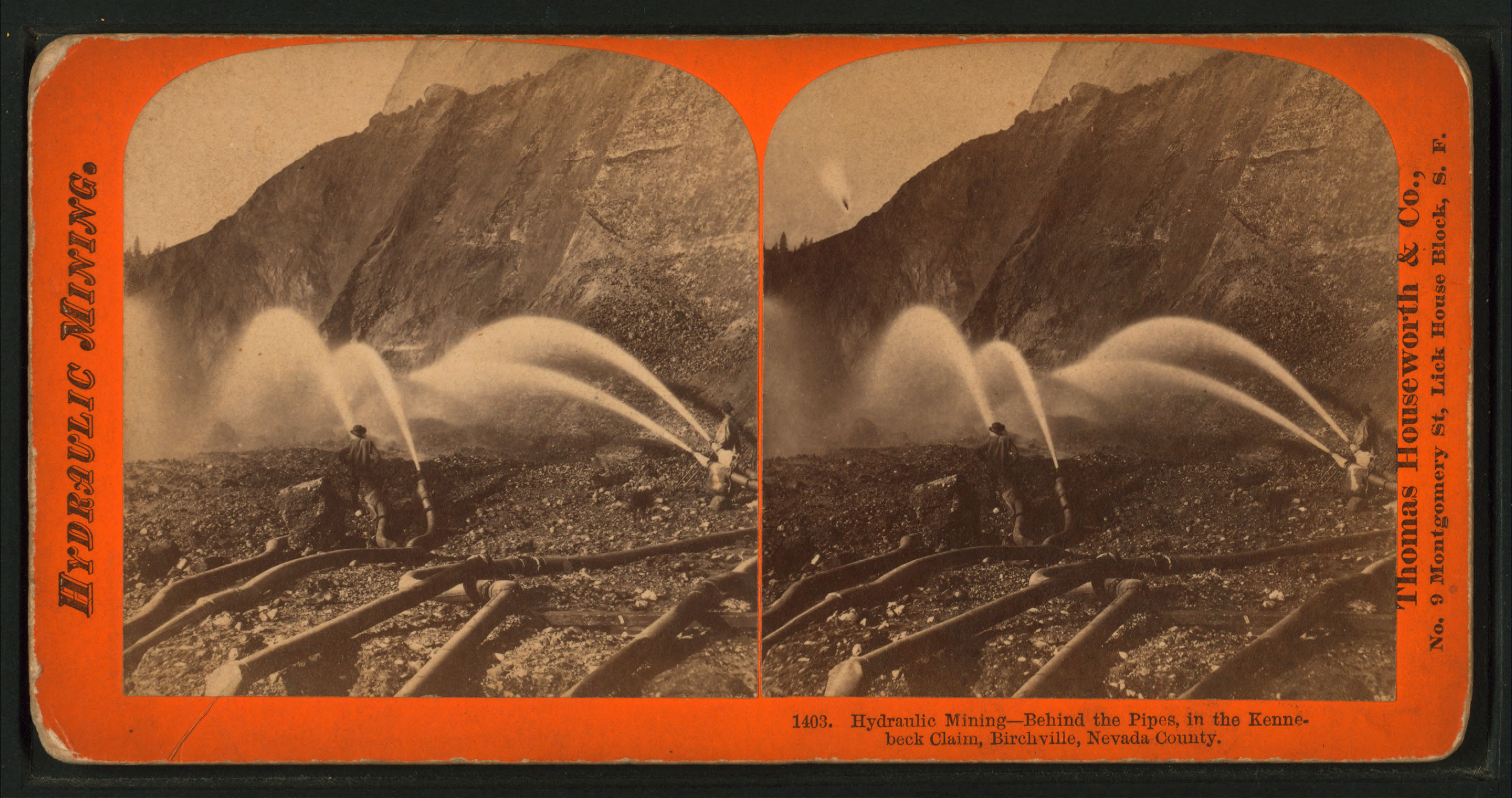
Hydraulic Mining – Behind the Pipes, in the Kennebeck Claim, Nevada County
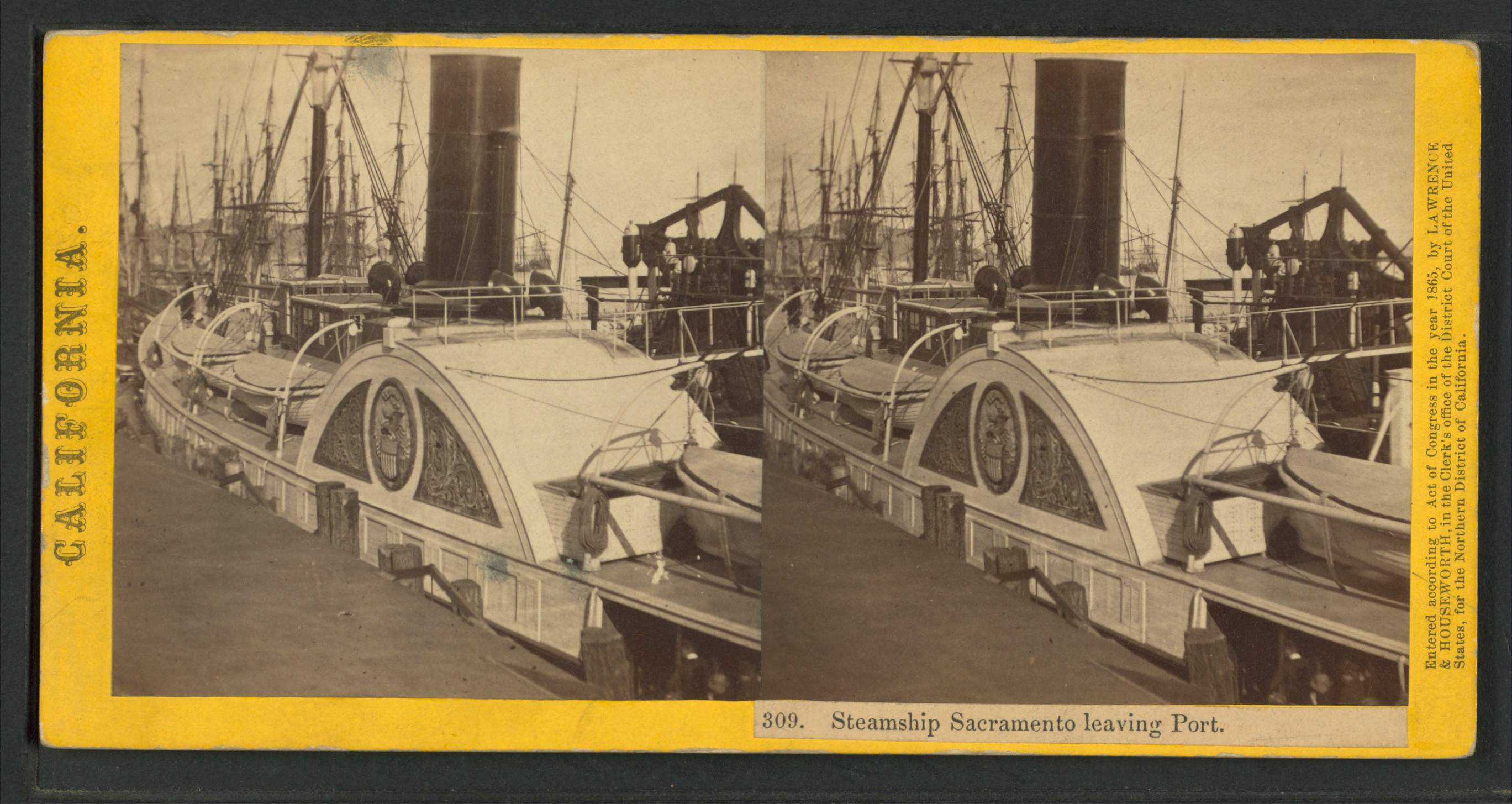
Steamship Sacramento Leaving Port
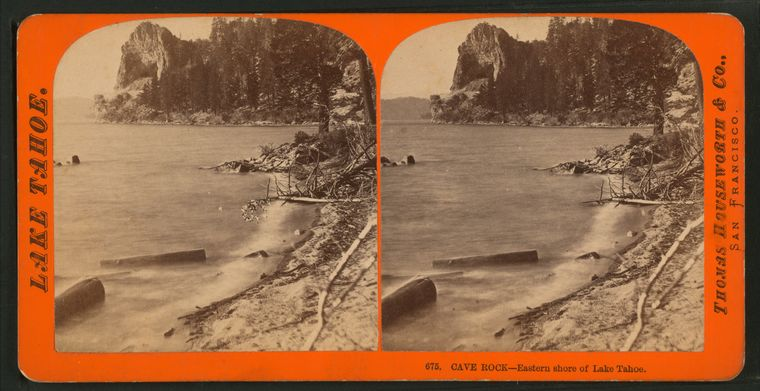
Cave Rock, Eastern Shore of Lake Tahoe
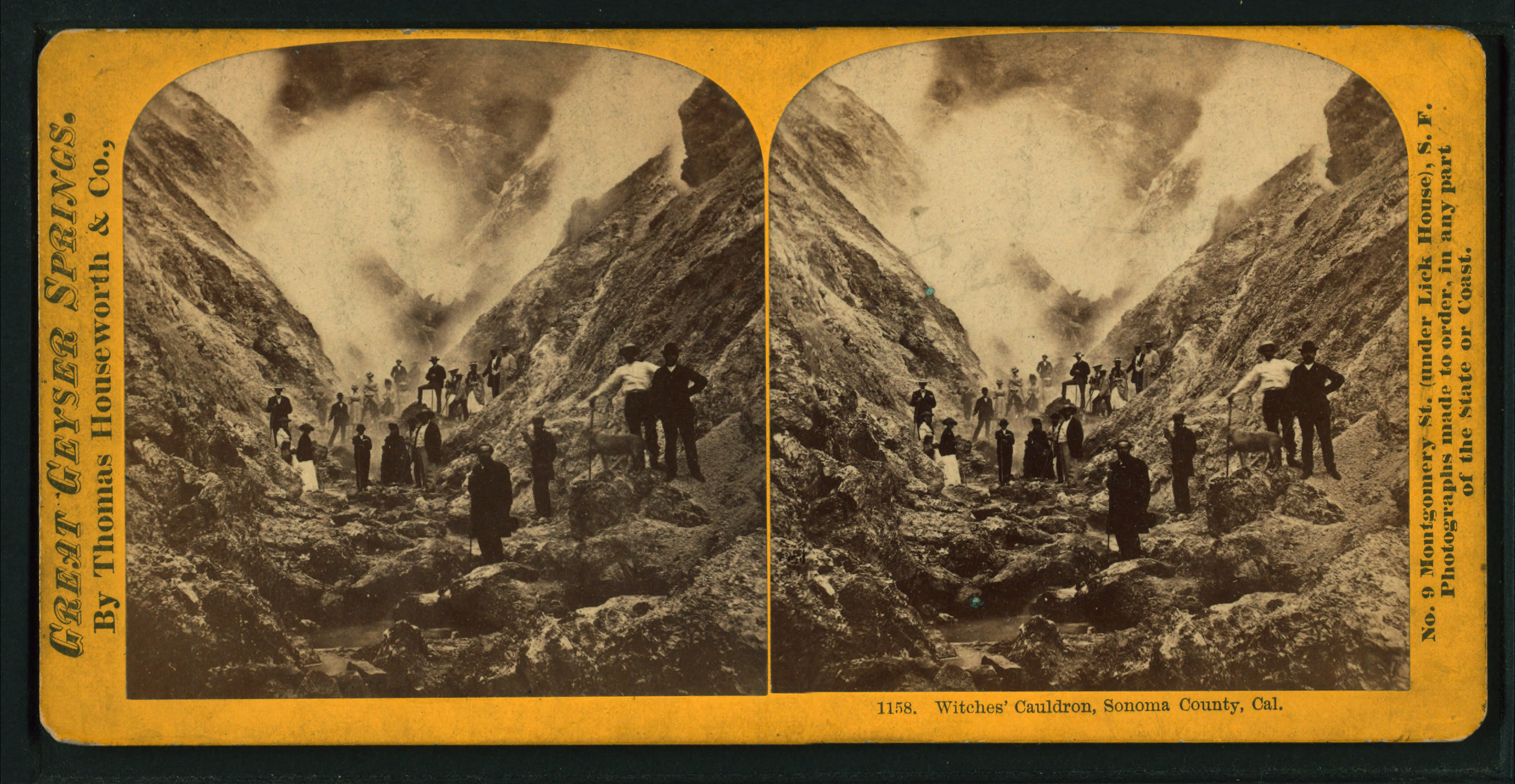
Witches Cauldron, Sonoma County; Touristen an einem Geysir

## Publikationen (Auswahl)
- Gems of California Scenery. San Francisco 1965.
- Catalogue of Photographic Views of Scenery on the Pacific Coast. And Views in China and Japan. For the Stereoscope, Portfolio, and Mammoth Size for Framing. San Francisco 1870.
- Tourists Guide to the Shortest Route to Yo-Semite Valley. San Francisco 1871.
- Stereoscopic Views of the Great Geyser Springs, the Most Wonderful in the World. Also Views of Calistoga and White Sulphur Spring. San Francisco 1872.
- Pacific Coast Scenery. San Francisco 1872.